# クリスティアン・アランゴ
クリスティアン・ダニエル・アランゴ・ドゥケ（Cristian Daniel Arango Duque, 1995年3月9日 - ）は、コロンビア・メデジン出身のサッカー選手。リーガMX・CFパチューカ所属。ポジションはフォワード。

## 代表歴
2014年トゥーロン国際大会のメンバーに選出。
2021年11月16日、2022 FIFAワールドカップ・南米予選のパラグアイ代表戦でA代表初出場。

## タイトル
クラブ
CDアヴェス
- タッサ・デ・ポルトガル : 2017-18

ロサンゼルスFC
- MLSカップ : 2022
- サポーターズ・シールド : 2022

　個人
- MLS年間最優秀新人賞 : 2021